# Kanton Plouha
Der Kanton Plouha (bretonisch Kanton Plouha) ist seit 1790 ein französischer Kanton in den Arrondissements Guingamp und Saint-Brieuc, im Département Côtes-d’Armor und in der Region Bretagne; sein Hauptort ist Plouha.

## Geschichte
Der Kanton entstand am 15. Februar 1790. Von 1801 bis 2015 gehörten fünf Gemeinden zum Kanton Plouha. Mit der Neuordnung der Kantone in Frankreich stieg die Zahl der Gemeinden 2015 auf 18. Von den bisherigen 5 Gemeinden wechselten 3 zu anderen Kantonen. Neu hinzu kamen 9 Gemeinden des Kantons Lanvollon, 6 Gemeinden aus dem Kanton Étables-sur-Mer und 1 Gemeinde aus dem Kanton Pontrieux hinzu.

## Lage
Der Kanton liegt im Norden des Départements Côtes-d’Armor.

## Gemeinden

### Kanton Plouha seit 2015
Der Kanton besteht aus 17 Gemeinden mit insgesamt 27.456 Einwohnern (Stand: 1. Januar 2022) auf einer Gesamtfläche von 187,76 km²:
| Gemeinde              | Bretonisch          | Einwohner (2022) | Fläche (km²) | Code postal  | Code Insee | Arrondissement |
| --------------------- | ------------------- | ---------------- | ------------ | ------------ | ---------- | -------------- |
| Binic-Étables-sur-Mer | Binig-Staol         | 7.020            | 15,34        | 22520, 22680 | 22055      | Saint-Brieuc   |
| Gommenec’h            | Gouanac'h           | 552              | 11,83        | 22290        | 22063      | Guingamp       |
| Lannebert             | Lannebeur           | 431              | 6,99         | 22290        | 22112      | Guingamp       |
| Lantic                | Lannidig            | 1.799            | 15,81        | 22410        | 22117      | Saint-Brieuc   |
| Lanvollon             | Lanollon            | 1.907            | 5,01         | 22290        | 22121      | Guingamp       |
| Le Faouët             | Ar Faoued           | 410              | 7,55         | 22290        | 22057      | Guingamp       |
| Pléguien              | Plian               | 1.440            | 15,48        | 22290        | 22177      | Guingamp       |
| Plouha                | Plouha              | 4.677            | 39,97        | 22580        | 22222      | Guingamp       |
| Plourhan              | Plourc'han          | 2.137            | 17,24        | 22410        | 22232      | Saint-Brieuc   |
| Pludual               | Plual               | 737              | 9,27         | 22290        | 22236      | Guingamp       |
| Saint-Gilles-les-Bois | Sant-Jili-ar-C’hoad | 389              | 9,45         | 22290        | 22293      | Guingamp       |
| Saint-Quay-Portrieux  | Sant-Ke-Porzh-Olued | 3.253            | 3,87         | 22410        | 22325      | Saint-Brieuc   |
| Tréguidel             | Tregedel            | 630              | 6,56         | 22290        | 22361      | Guingamp       |
| Tréméven              | Tremeven            | 355              | 5,12         | 22290        | 22370      | Guingamp       |
| Tressignaux           | Tresigne            | 682              | 7,29         | 22290        | 22375      | Guingamp       |
| Tréveneuc             | Treveneg            | 813              | 6,65         | 22410        | 22377      | Saint-Brieuc   |
| Trévérec              | Trevereg            | 224              | 4,33         | 22290        | 22378      | Guingamp       |
| Kanton Plouha         | Plouha              | 27.456           | 187,76       | -            | 2222       | -              |

### Veränderungen im Gemeindebestand seit der landesweiten Neuordnung der Kantone
2016: Fusion Binic und Étables-sur-Mer → Binic-Étables-sur-Mer

### Kanton Plouha bis 2015
Der alte Kanton Plouha umfasste fünf Gemeinden. Diese waren: Lanleff, Lanloup, Pléhédel, Plouha (Hauptort) und Pludual.

### Bevölkerungsentwicklung des alten Kantons bis 2012
| 1962  | 1968  | 1975  | 1982  | 1990  | 1999  | 2006  | 2012  |
| ----- | ----- | ----- | ----- | ----- | ----- | ----- | ----- |
| 6.870 | 6.478 | 6.217 | 6.217 | 6.007 | 6.304 | 6.747 | 6.949 |

## Politik
Im 1. Wahlgang am 22. März 2015 erreichte keines der fünf Wahlpaare die absolute Mehrheit. Bei der Stichwahl am 29. März 2015 gewann das Gespann Valérie Rumiano (LR)/Thierry Simelière (UDI) gegen Chantal Delugin/Loïc Raoult (PS) mit einem Stimmenanteil von 52,03 % (Wahlbeteiligung:56,95 %).
| Vertreter im conseil général des Départements | Vertreter im conseil général des Départements | Vertreter im conseil général des Départements |
| Amtszeit                                      | Name                                          | Partei                                        |
| --------------------------------------------- | --------------------------------------------- | --------------------------------------------- |
| 1979–1985                                     | Jean Lanno                                    | DVG                                           |
| 1985–2004                                     | Jean Derrien                                  | RPR                                           |
| 2004–2015                                     | Philippe Delsol                               | PS                                            |
| 2015–                                         | Valérie Rumiano Thierry Simelière             | LR UDI                                        |